# Søren Laache

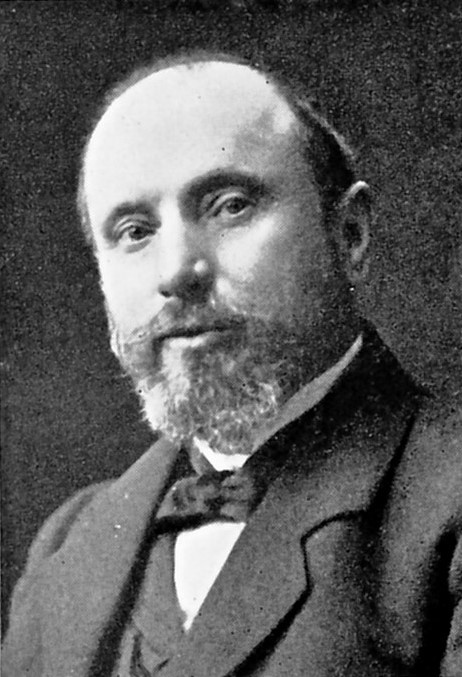
Søren Bloch Laache.

Søren Bloch Laache, född den 31 januari 1854 i Fet, död den 11 maj 1941, var en norsk läkare och universitetslärare, far till historikern Rolv Laache.
Laache blev candidatus medicinæ 1879 och medicine doktor 1890 samt var professor i medicin vid Kristiania universitet 1896-1924. Av hans många arbeten märks den med professor Skjelderups medalj prisbelönade avhandlingen Om blodets, navnlig de røde blodlegemers forhold ved anæmiske tilstande ("Die Anämie", universitetsprogram 1883), Urin-analyse for læger (samma år, många upplagor; översatt till flera språk), Om empyema pleuræ (gradualavhandling, 1890), Plevras sygdomme (1916), Intrathorazische Geschwülste (1921), Beobachtungen über Endocarditis (samma år), Nevrologi (1922), varjämte han i "Norsk magazin for lægevidenskaben", som han redigerade 1884-92, och andra tidskrifter publicerade ett stort antal uppsatser.